# Tipo de letra

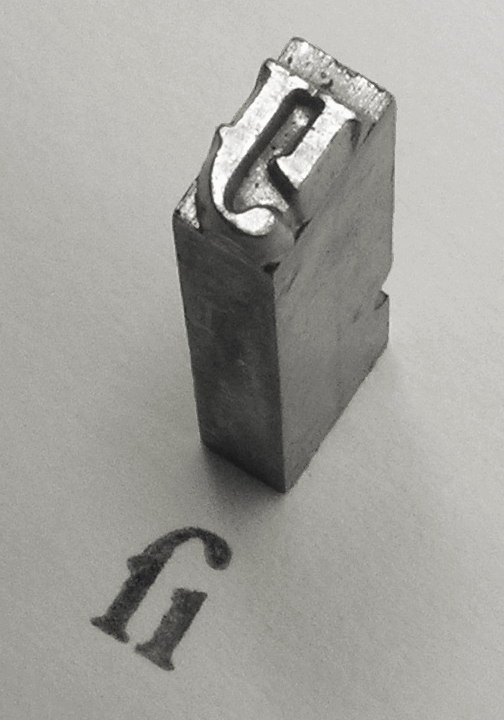
Tipo de la familia Garamond, con la ligadura de las letras ese larga e i minúsculas.

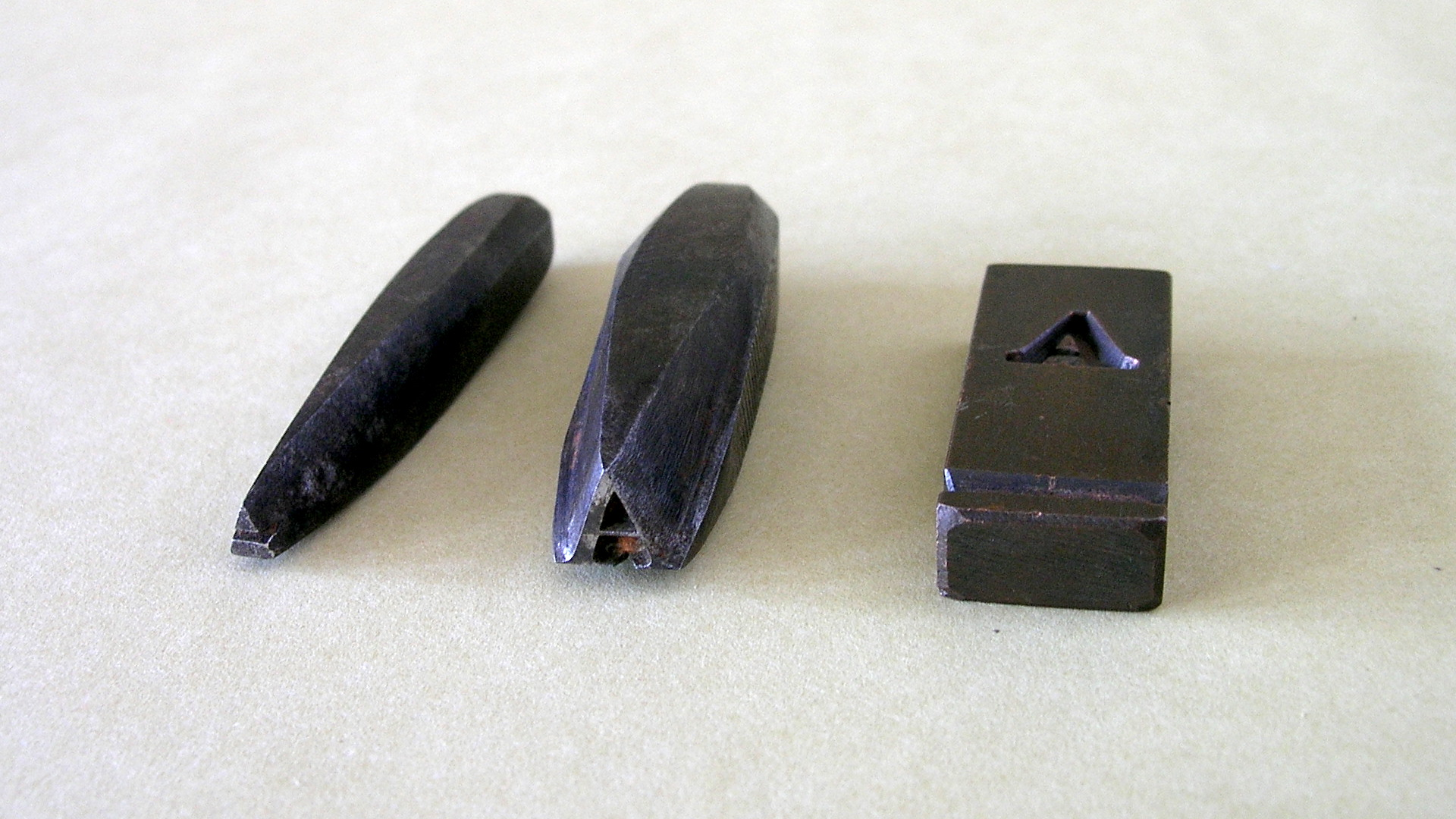
De izquierda a derecha, contrapunzón, punzón y matriz en la que se funden los tipos de letra.

En tipografía, un tipo de letra o simplemente tipo (del latín typus), alude a cada una de las piezas usadas en la imprenta en las que hay un realce con una letra u otro signo, así como a cada una de las clases de esta letra. En la edición por computadora, también se llama tipos o fuentes a los conjuntos de modelos vectoriales que representan a cada uno de los caracteres de una letra, con descripciones respecto a su posición y conformación, almacenados en un archivo; en la fotocomposición, son plantillas de imágenes independientes de cada carácter.
En el contexto informático, a cada símbolo individual se le llama más a menudo carácter o glifo. A menudo se llama también tipo a un archivo informático con un conjunto de glifos diseñados con unidad de estilo.

## Terminología
La terminología relacionada con los tipos no está unificada, y no es raro que se utilicen de modo indistinto ciertas palabras, como por ejemplo tipografía, para aludir a tipo (en el sentido de letras de cierto tipo).[cita requerida] Abundan, sobre todo desde la llegada de los sistemas de fotocomposición y la autoedición, los anglicismos (adaptados o crudos, como fuente o fundición, kerning y serif), así como, aunque ya menos, los galicismos (como póliza o cranaje).
En lo relativo a la corrección o incorrección de algunos de estos términos, hay posturas encontradas; en particular, fuente, aceptado por ejemplo en el Diccionario de la lengua española pero a menudo rechazado por otros diccionarios. La propia palabra tipo es polisémica, y puede aludir a una letra y, a la vez, a las letras de cierta clase.

## Series y familias tipográficas
Se denomina serie a un conjunto de tipos de letra, diseñados en su mayoría por una misma casa o un mismo diseñador, en el cual difieren en características clasificables: peso, inclinación, proporción, espaciado. Una superclase dentro de este concepto es el término familia tipográfica, en la cual se clasifican los tipos según sus características fundamentales, con independencia de su pertenencia a una serie (ausencia o presencia de gracias (en inglés serifs), caracteres en cursiva, etc). En tipografía digital, dependiendo del formato, una serie completa puede estar incluida en un único archivo, que contiene los tipos independientes; en los formatos más antiguos, cada elemento de la serie debía representarse en un archivo diferente, y en algunos casos, incluso los signos especiales, cifras elzevirianas y ligaduras adicionales se presentaban en un archivo diferente.[cita requerida]
Dentro de cada familia, hay fundamentalmente tres variantes, conocidas como:
- redonda o normal (sin ninguna alteración);
- bastardilla, la misma letra inclinada (en textos ingleses, italic; en español, también itálica o cursiva),
- y negrita, con el trazo resaltado (en inglés, bold).

## Tipos de letra en los ordenadores
En la tipografía digital, la forma de las letras se describe matemáticamente con la ayuda de diversos procedimientos, en especial vectorialmente, con curvas de Bézier, o matricialmente. Esta información se aloja en archivos, que contienen no solo estos datos acerca de los glifos de las letras en mayúsculas y minúsculas de un determinado tipo, sino también números, signos de puntuación, símbolos matemáticos y símbolos de referencia. Los archivos digitales pueden incluir todos los caracteres de una familia o de una serie tipográfica, en especial en OpenType o en TrueType, o bien puede haber varios archivos, como era habitual en Type 1.[cita requerida]
Es frecuente que a estos archivos se los llame «fuentes», palabra que Martínez de Sousa define así: «Surtido de letras, signos y blancos de un solo tamaño y basados en determinado diseño con que se compone un texto»; con este sentido, también han sido habituales los nombres póliza y fundición.
Una fuente, por lo general, no solo incluye un grupo de alfabetos (habitualmente dos: un alfabeto en mayúsculas y otro en minúsculas), dígitos, signos de puntuación y marcas diacríticas, sino que también puede contener caracteres propios de otras escrituras ─como la árabe, la china, la tailandesa y otras─ y símbolos, o bien puede estar constituida enteramente de ellos. Por ejemplo, con símbolos matemáticos o cartográficos.[cita requerida]
Para poder utilizar los tipos en las computadoras se han digitalizado y vectorizado en un archivo informático cada uno. Este indica al sistema informático sobre el tamaño, forma, interletraje, y demás aspectos del tipo correspondiente. Al instalar un archivo de tipos en el ordenador es posible ver los caracteres en pantalla, utilizarlos en el software instalado e imprimirlos.[cita requerida]

### Formatos tipográficos digitales
Los archivos de tipografía son independientes de las aplicaciones que los usan, que normalmente se instalan en un determinado directorio del sistema operativo para que estén disponibles en todos los programas que los necesiten. En la actualidad, prácticamente la totalidad de programas dentro de las interfaces gráficas de usuario admiten el uso de tipografía digital, en mayor o menor escala.[cita requerida]
Los formatos de tipografía digital más comunes son:[cita requerida]
- TTF o TrueType Font
- PostScript Type 1 o Tipo 1 de Adobe

y también:
- OTF (OpenType Font)

Además de otros no redimensionables.